# 주세페 카스틸리오네 (1829~1908)
주세페 카스틸리오네(이탈리아어: Giuseppe Castiglione, 1829년 4월 5일~1908년)는 장르화와 초상화로 유명한 이탈리아의 화가이다.
카스틸리오네는 1829년 양시칠리아 왕국의 나폴리에서 태어났다. 그는 로마와 피렌체에서 회화를 공부하다가 1860년에 파리로 이주하여 계속해서 회화 작업에 몰두한 것으로 알려져 있다. 그는 파리와 토리노에서 자신의 그림을 전시하기 시작했다. 그는 프랑스 예술가 협회의 회원이었으며 1861년 살롱 전시회에서 명예상을 받았다. 그는 1869년 살롱 전시회에서 메달을 수상했다. 1900년 만국 박람회에서 카스틸리오네는 청동 메달을 수상했다. 그는 1893년 레지옹 도뇌르 훈장을 받았다.
카스틸리오네는 체스를 즐겨한 것으로 알려져 있다.

## 작품

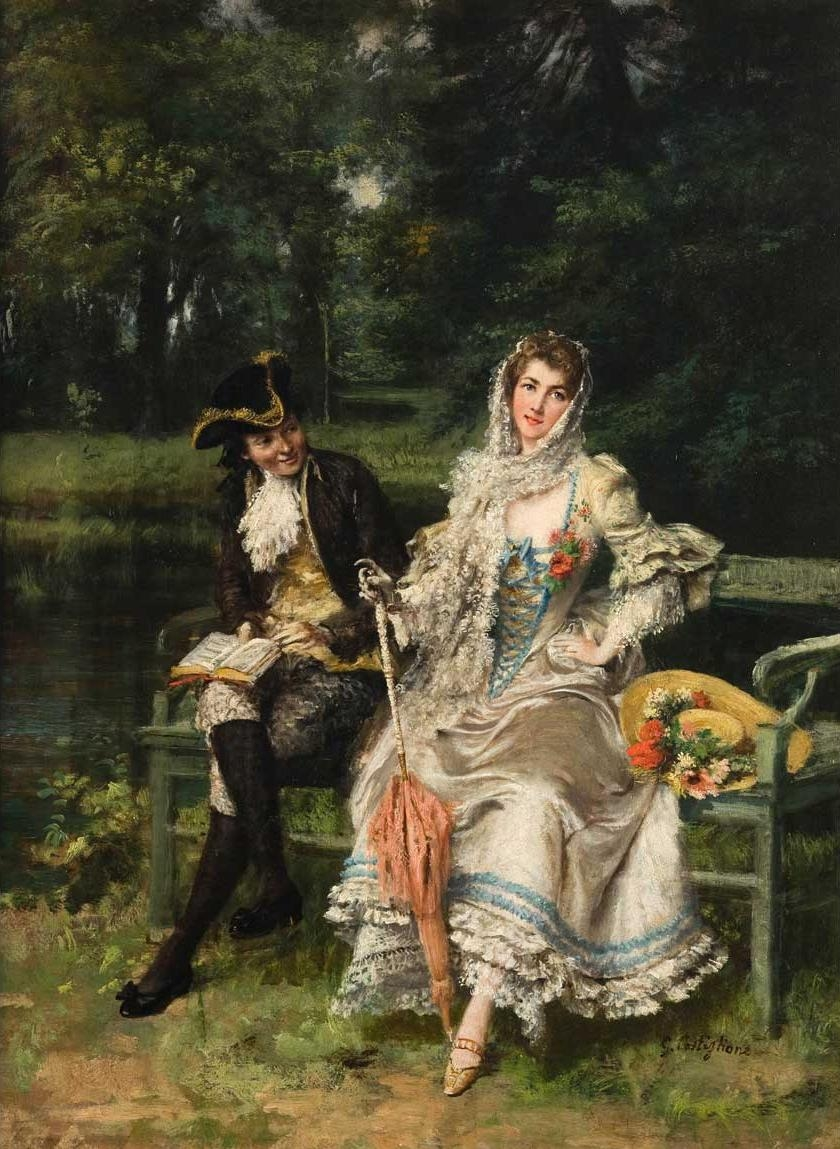
《공원 벤치의 커플》
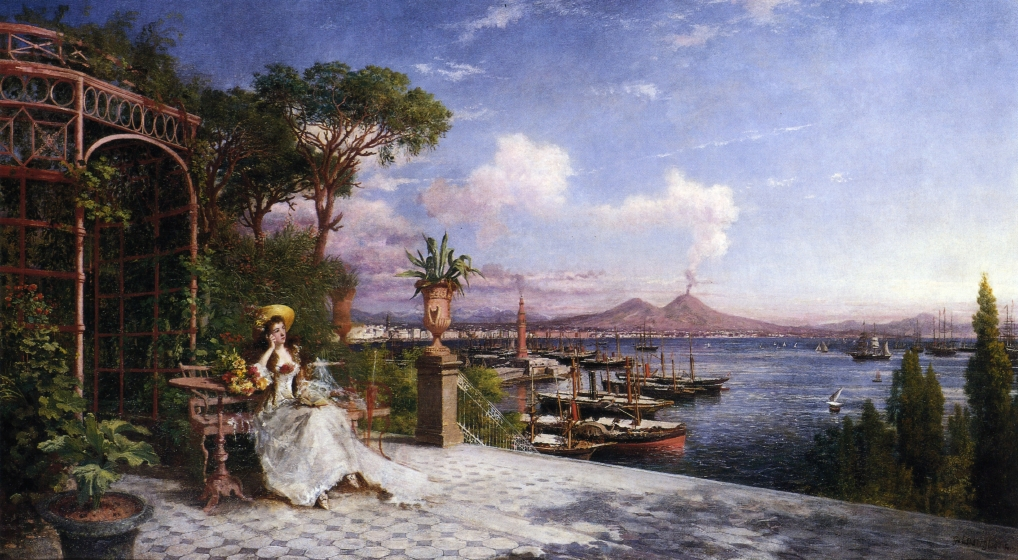
Lost in Reverie by The Bay of Naples
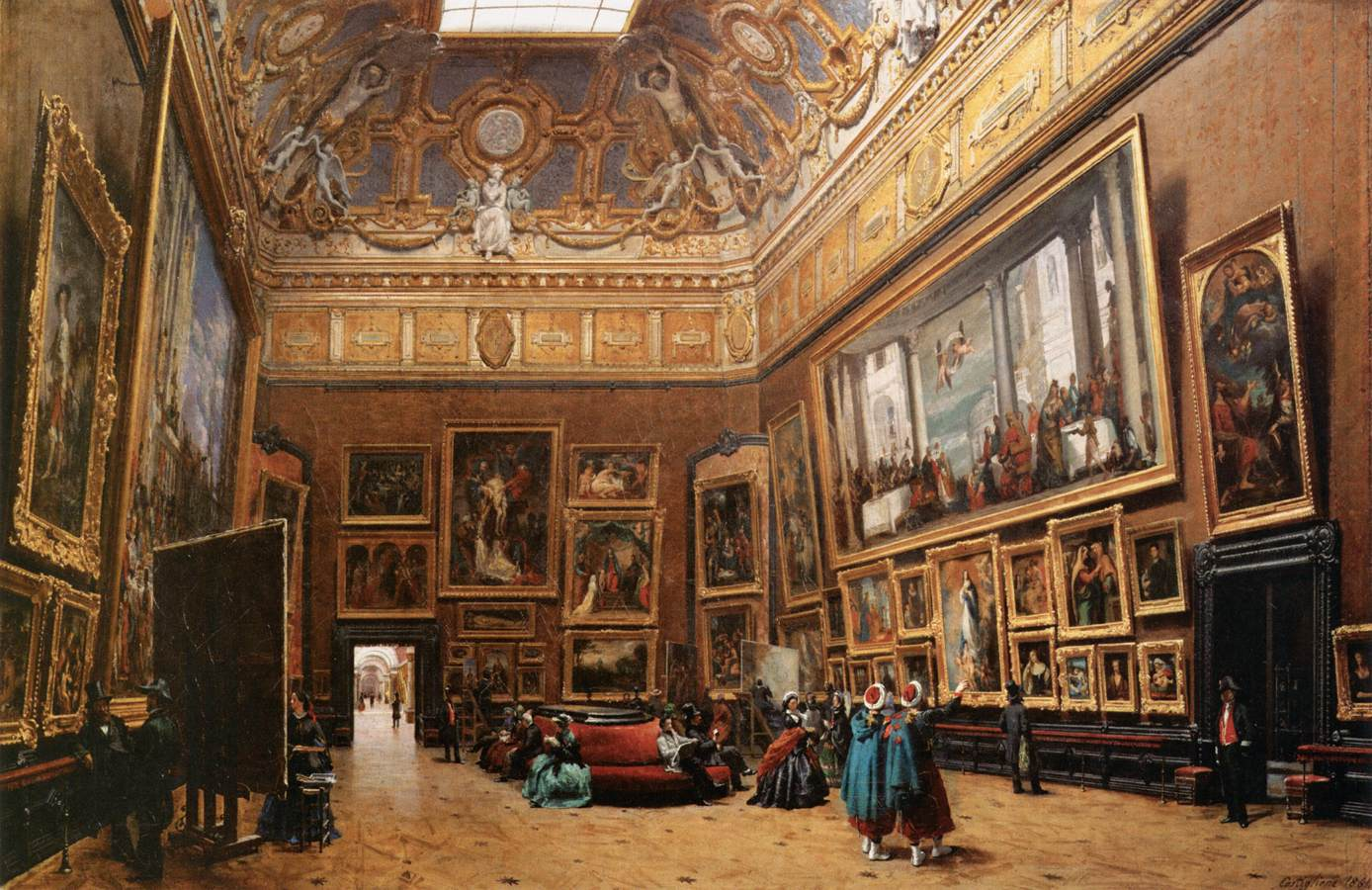
《루브르의 살롱 카레》, 1861년, 루브르 박물관